# 坂本葵
坂本 葵（さかもと あおい、1983年 - ）は、日本の文筆家。本名、柴田葵。夫は作家・比較文学者の小谷野敦。

## 人物
愛知県岡崎市に生まれる。両親はともに高校の国語教師であった。愛知教育大学附属岡崎小学校、愛知教育大学附属岡崎中学校、愛知県立岡崎高等学校卒業。落語が好きだった中学時代、「桂文珍の新作落語大賞」に応募し佳作に選ばれる。
2006年3月、東京大学文学部行動文化学科社会学専修課程卒業。2007年3月、東京大学大学院情報学環教育部研究生修了。同年、東京大学大学院人文社会系研究科修士課程在学中に小谷野敦とブログを通じて知り合い、結婚。2008年3月、修士課程修了。明治大学職員を経て桜美林大学と帝京科学大学の非常勤講師となる。
2012年末、義父を亡くす。亡くなるまでの1年間の介護生活を知人に話したところ「その経験をファンタジー小説にしたら」と勧められ、猫が主人公の恋愛小説の構想が浮かぶ。2013年8月、長編小説「悪党華伝」が第25回日本ファンタジーノベル大賞の最終候補作に選ばれる。2014年、「悪党華伝」は『吉祥寺の百日恋』と改題されて新潮社から刊行される。
2016年、新潮選書から谷崎潤一郎の研究書『食魔 谷崎潤一郎』を上梓。今後、谷崎の研究をライフワークにしたいと語る。京王電鉄の情報誌『あいぼりー』にエッセイを連載中。

## 著書
- 『吉祥寺の百日恋』新潮社、2014年2月21日。ISBN 978-4-10-335131-3。
- 『食魔 谷崎潤一郎』新潮社（新潮新書）、2016年5月14日。ISBN 978-4-10-610669-9。